# Solheim Cup 1994
1994 Solheim Cup, czyli trzecia edycja meczów o puchar Solheima miał miejsce od piątku, 21 października 1994 do niedzieli, 23 października 1994 na polu golfowym resortu The Greenbrier w White Sulphur Springs, Wirginia Zachodnia, USA. W imprezie tej rywalizowały dwie drużyny, reprezentacja zawodowych golfistek Stanów Zjednoczonych oraz Europy. Puchar zdobyły golfistki amerykańskie pokonując rywalki wynikiem 13 do 7.

## Format
Do zdobycia przez obie drużyny była pula 20 punktów. Golfistki walczyły o nie w dwóch turach meczów drużynowych, po których nastąpiła tura meczów singlowych. Pierwsza tura miała miejsce w piątek i stanowiło ją pięć meczów foursome (5 punktów). Dzień później rozgrywana była druga tura, czyli 5 meczów fourball (5 punktów). Ostatniego dnia miała miejsce trzecia tura, którą stanowiło 10 pojedynków (10 punktów). Taka organizacja gry zapewniała, że każda z reprezentantek uczestniczyła w każdej z trzech tur.

## Drużyny
| Drużyna Europy    |      |                                      |                    |
| Uczestniczka      | Wiek | Miejsce zamieszkania lub pochodzenia | Uwagi              |
| Mickey Walker     | 41   | Essex, Anglia                        | niegrający kapitan |
| Helen Alfredsson  | 29   | Göteborg, Szwecja                    |                    |
| Laura Davies      | 31   | Coventry, Anglia                     |                    |
| Lora Fairclough   | 24   | Chorley, Anglia                      | debiutantka        |
| Trish Johnson     | 28   | Bristol, Anglia                      | dzika karta        |
| Liselotte Neumann | 28   | Gmina Finspång, Szwecja              |                    |
| Alison Nicholas   | 32   | Gibraltar                            | dzika karta        |
| Catrin Nilsmark   | 27   | Göteborg, Szwecja                    | dzika karta        |
| Dale Reid         | 35   | Ladybank, Szkocja                    | dzika karta        |
| Annika Sörenstam  | 24   | Sztokholm, Szwecja                   | debiutantka        |
| Pam Wright        | 30   | Torphins, Szkocja                    | dzika karta        |

| Drużyna USA       |      |                                      |                          |
| Uczestniczka      | Wiek | Miejsce zamieszkania lub pochodzenia | Uwagi                    |
| JoAnne Carner     | 55   | Kirkland, Waszyngton                 | niegrający kapitan       |
| Donna Andrews     | 27   | Lynchburg, Wirginia                  | debiutantka              |
| Brandie Burton    | 22   | San Bernardino, Kalifornia           |                          |
| Beth Daniel       | 37   | Charleston, Karolina Południowa      |                          |
| Tammie Green      | 34   | Somerset, Ohio                       | debiutantka              |
| Betsy King        | 39   | Reading, Pensylwania                 |                          |
| Meg Mallon        | 31   | Natick, Massachusetts                |                          |
| Dottie Mochrie    | 29   | Saratoga Springs, Nowy Jork          |                          |
| Kelly Robbins     | 25   | Mount Pleasant, Michigan             | dzika karta, debiutantka |
| Patty Sheehan     | 37   | Middlebury, Vermont                  |                          |
| Sherri Steinhauer | 31   | Madison, Wisconsin                   | debiutantka              |

## Wyniki

### Dzień 1. – mecze foursome
Jeszcze przed samymi zawodami kapitan drużyny USA JoAnne Carner podzieliła się z Europejkami swoim planem ustawień par i kolejności startów zawodniczek na pierwsze dwa dni rozgrywek.
Strategia Carner uwzględniała m.in. taki dobór par aby w każdej z nich była zarówno golfistka dobrze punktująca jak i daleko uderzająca driverem. Dodatkowo pod uwagę brała dopasowanie doświadczenia, charakterów i więzi przyjaźni między zawodniczkami.
Prowadzenie Europejek po pierwszym dniu nie było zaskoczeniem, ponieważ podobnie kończyły się mecze foursome w poprzednich dwóch edycjach Solheim Cup. Niespodzianką natomiast były mecze, w których punktowały golfistki europejskie, w szczególności ten z udziałem pary mało jeszcze wtedy znanych Sörenstam i Nilsmark, które pokonały amerykańskie weteranki Daniel i Mallon.
| Unia Europejska    | Wyniki   | Stany Zjednoczone  |
| ------------------ | -------- | ------------------ |
| Alfredsson/Neumann | 3&2      | Mochrie/Burton     |
| Sörenstam/Nilsmark | 1up      | Daniel/Mallon      |
| Reid/Fairclough    | 2&1      | Green/Robbins      |
| Davies/Nicholas    | 2up      | Andrews/King       |
| Johnson/Wright     | 2up      | Sheehan/Steinhauer |
| 3                  | Foursome | 2                  |
| 3                  | Łącznie  | 2                  |

### Dzień 2. – mecze fourball
Drugiego dnia amerykanki odrobiły straty doprowadzając do remisu. Pierwszy punkt zdobyły w meczu Mochrie/Burton przeciwko Davies/Nicholas, w którym przełomowym momentem był siódmy dołek par 3. Na nim Burton o mało co nie trafiła hole in one.
Zamiast tego zdobyła birdie, drugie ze swoich pięciu tego dnia, wyrównując stan meczu. Daniel i Mallon zrewanżowały się Szwedkom Sörenstam i Nilsmark za porażkę z poprzedniego dnia gromiąc je 6&5. W trzecim meczu Reid i Fairclough znowu pokonały Green i Robbins, tym razem z jeszcze większą przewagą. Andrews i King dość łatwo wygrały z Johnson i Wright 3&2. W ostatnim meczu para Szwedek pokonała Sheehan i Steinhauer uzyskując prowadzenie na ostatnim dołku po tym jak Alfredsson trafiła metrowego putta na zwycięstwo.
| Unia Europejska    | Wyniki   | Stany Zjednoczone  |
| ------------------ | -------- | ------------------ |
| Davies/Nicholas    | 2&1      | Mochrie/Burton     |
| Sörenstam/Nilsmark | 6&5      | Daniel/Mallon      |
| Reid/Fairclough    | 4&3      | Green/Robbins      |
| Johnson/Wright     | 3&2      | Andrews/King       |
| Alfredsson/Neumann | 1up      | Sheehan/Steinhauer |
| 2                  | Fourball | 3                  |
| 5                  | Łącznie  | 5                  |

### Dzień 3. – mecze singlowe
Ostatniego dnia drużyna Europy potrzebowała pięciu punktów aby zatrzymać zdobyty dwa lata wcześniej puchar Karstena Solheima. Zamiast tego zdobyły tylko dwa punkty przeciw ośmiu po stronie triumfujących Amerykanek.
Pierwszym wygranym meczem okazał się ten z numerem 2, w którym Dottie Mochrie robiąc siedem birdie na 13 dołkach rozgromiła Nilsmark 6&5. Alfredsson co prawda wygrała mecz nr 1 przeciwko King, ale kolejny punkt dla Europy przyszedł dopiero po wygranej Alison Nicholas. W tym momencie stan rywalizacji był 8 do 7 na korzyść Amerykanek, a w pozostałych ciągle trwających pięciu meczach w czterech prowadziły Amerykanki, a w pojedynku Davies i Burton był remis. Jak się okazało w nich wszystkich również zwyciężyły Amerykanki.
Spory wkład w zwycięstwo drużyny USA miała solidna gra ze strony amerykańskich debiutantek, które wygrały wszystkie cztery pojedynki, w których brały udział. Ogólnie najlepszymi zawodniczkami drużyny USA były Brandie Burton i Dottie Mochrie, które zdobyły komplet punktów wygrywając wszystkie swoje mecze.
| Unia Europejska | Wyniki    | Stany Zjednoczone |
| --------------- | --------- | ----------------- |
| Alfredsson      | 2&1       | King              |
| Nilsmark        | 6&5       | Mochrie           |
| Johnson         | 1up       | Daniel            |
| Fairclough      | 4&2       | Robbins           |
| Wright          | 1up       | Mallon            |
| Nicholas        | 3&2       | Sheehan           |
| Davies          | 1up       | Burton            |
| Sörenstam       | 3&2       | Green             |
| Reid            | 2up       | Steinhauer        |
| Neumann         | 3&2       | Andrews           |
| 2               | Pojedynki | 8                 |
| 7               | Łącznie   | 13                |